# Almond (hrabstwo Portage)
Almond – wieś w Stanach Zjednoczonych, w stanie Wisconsin, w hrabstwie Portage.